# Pimpla luctuosa
Pimpla luctuosa är en stekelart som beskrevs av Smith 1874. Pimpla luctuosa ingår i släktet Pimpla och familjen brokparasitsteklar. Inga underarter finns listade i Catalogue of Life.